# 医師招請事件
医師招請事件（いししょうせいじけん）は、11世紀の日本と高麗との外交事件。

## 概要
『朝野群載』によれば承暦3年（1079年）11月、高麗王文宗が大宰府に書状を送った。この書状は高麗の外交部署、礼賓省によるもので、「王則貞に預けて日本に届けさせる」と記述され、「王は数年前から風疾（中風）を患っているため、名医を送ってもらいたい。治療に効があれば褒賞を与える。とりあえず、錦と麝香などを送り、信頼の象徴としたい」との内容を盛り込んでいる。書状は翌4年2月に京都に届けられ、4月の朝議で検討された。
当初は派遣する方向で話が進み、当代一の名医丹波雅忠の名が挙がったが、これほどの人材を失うことはできないと、その子忠康か、雅忠に次ぐ惟宗俊通を送ることとなった。しかし高麗書状の文面が、「聖旨」など皇帝から服属国への書式で書かれていたことが問題になった。閏8月には、もし治療効果がなければ国の恥ではないかとの意見が出て、『続古事談』によれば源経信の「高麗王が病死しても、日本には何の問題もない」との意見で大勢が決まったという。これは実際には源俊実の発言である。
断りの返信は大江匡房が起草し、大宰府より高麗へ送られた。
この件に関して、朝鮮側の史書『高麗史』『高麗史節要』などには記録はない。

高麗国礼賓省牒 大日本国大宰府
当省伏奉 聖旨訪聞。貴国有能理療風疾医人。今回商客王則貞廻返故郷。回便通牒。
及於王則貞処。説示風疾縁由。請彼処選擇上等医人。於来年早春。発送到来。理療風疾。
若見功効。定不軽酬者。今先送花錦及大綾。中綾。各一十段。麝香一十臍。分附王則貞。
賷持将去知大宰府官員処。且充信義。到可収領者。牒具如前。
当省所奉 聖旨。備録在前。請 貴府若有端的能療風疾好医人。許容発送前来。
仍収領疋段麝香者。謹牒。
己未年十一月　日牒　　　　　少卿林概
　　　　　　　　　　　　　　　生
卿崔
卿鄭
—朝野群載 巻第二十 異国『高麗牒』